# Lista de livros de autores de ficção mais vendidos
Esta página fornece uma lista de autores de ficção mais vendidos até o presente, em qualquer idioma. Embora um número preciso para qualquer autor seja quase impossível de ser calculado, a lista é baseada em números aproximados fornecidos ou repetidos por fontes confiáveis. "Best-selling" refere-se à estimativa do número de cópias vendidas de todos os livros de ficção escritas ou co-escritas por um autor. Para manter o comprimento da lista gerenciável, apenas os autores com estimativas de vendas acima de 100 milhões de livros estão incluídos. Autores de histórias em quadrinhos não estão incluídos, a menos que tenham livros reais como o mangá Tankobon.
Para alguns autores, como Miguel de Cervantes, Alexandre Dumas, Charles Dickens, Jane Austen, Arthur Conan Doyle, Victor Hugo, Júlio Verne, Rick Riordan, Jack Higgins e Leon Uris, um número exato não pode ser encontrado, embora haja indicações de que eles também têm mais de 100 milhões de cópias de seu trabalho de impressos. Eles não foram incluídos na tabela.
| Autor(a)                | Min. estimado de vendas       | Max. estimado de vendas        | Idioma original | Gênero ou título | Número de livros | Nacionalidade         |
| ----------------------- | ----------------------------- | ------------------------------ | --------------- | --- | ---------------- | --------------------- |
| Agatha Christie         | 2 bilhões                     | 4 bilhões                      | inglês          | Quem matou?, incluindo as séries de Miss Marple e Hercule Poirot                                                               | 85               | Reino Unido           |
| William Shakespeare     | 2 bilhões                     | 4 bilhões                      | inglês          | Peças e sonetos |                  | Reino Unido           |
| Barbara Cartland        | 500 milhões                   | 1 bilhão                       | inglês          | Romance | 723              | Reino Unido           |
| Danielle Steel          | 500 milhões                   | 800 milhões                    | inglês          | Romance | 120              | Estados Unidos        |
| Harold Robbins          | 750 milhões                   | 750 milhões                    | inglês          | Aventura | 23               | Estados Unidos        |
| Georges Simenon         | 500 milhões                   | 700 milhões                    | francês         | Detetive, Comissário Maigret, romans dur                                                                                       | 570              | Bélgica               |
| Sidney Sheldon          | 370 milhões                   | 600 milhões                    | inglês          | Suspense | 21               | Estados Unidos        |
| Enid Blyton             | 300 milhões                   | 600 milhões                    | inglês          | Infantil, Noddy, Os Cinco, Os Sete                                                                                             | 800              | Reino Unido           |
| J. K. Rowling           | 450 milhões                   | 500 milhões                    | inglês          | Harry Potter | 11               | Reino Unido           |
| Dr. Seuss               | 100 milhões                   | 500 milhões                    | inglês          | Infantil | 44               | Estados Unidos        |
| Gilbert Patten          | 125 milhões                   | 500 milhões                    | inglês          | Aventuras adolescentes | 209              | Estados Unidos        |
| Eiichiro Oda            | 500 milhões                   | 516 milhões                    | japonês         | One Piece | 107              | Japão                 |
| Leo Tolstoy             |                               | 413 milhões                    | russo           | Guerra e Paz, Anna Karenina | 48               | Rússia                |
| Corín Tellado           | 400 milhões                   | 400 milhões                    | espanhol        | Romance | 4,000            | Espanha               |
| Jackie Collins          | 250 milhões                   | 400 milhões                    | inglês          | Romance | 25               | Reino Unido           |
| Horatio Alger, Jr.      | 200 milhões                   | 400 milhões                    | inglês          | Novela barata | 135              | Estados Unidos        |
| R. L. Stine             | 100 milhões                   | 400 milhões                    | inglês          | Série Goosebumps, série Fear Street, terror, comédia                                                                           | 430+             | Estados Unidos        |
| Dean Koontz             | 325 milhões                   | 400 milhões                    | inglês          | Terror, suspense, ficção científica, fantasia                                                                                  | 91               | Estados Unidos        |
| Nora Roberts            | 145 milhões                   | 400 milhões                    | inglês          | Romance | 200+             | Estados Unidos        |
| Alexander Pushkin       |                               | 357 milhões                    | russo           | Peças, poesia, prosa, Eugene Onegin                                                                                            | 17               | Rússia                |
| Stephen King            | 300 milhões                   | 350 milhões                    | inglês          | Terror, ficção científica, fantasia, It, O Iluminado, A Dança da Morte, Saco de Ossos, Trocas Macabras, À Espera de um Milagre | 70               | Estados Unidos        |
| Paulo Coelho            | 200 milhões                   | 350 milhões                    | português       | O Alquimista | 28               | Brasil                |
| Louis L'Amour           | 230 milhões                   | 330 milhões                    | inglês          | Faroeste | 101              | Estados Unidos        |
| Erle Stanley Gardner    | 100 milhões                   | 325 milhões                    | inglês          | Mistério, Perry Mason | 140              | Estados Unidos        |
| Jin Yong                | 100 milhões                   | 300 milhões                    | chinês          | Wuxia | 15               | Hong Kong             |
| Jirō Akagawa            |                               | 300 milhões                    | japonês         | Mistério | 500+             | Japão                 |
| Janet Dailey            | 300 milhões                   | 300 milhões                    | inglês          | Romance | 93               | Estados Unidos        |
| Edgar Wallace           |                               | 300 milhões                    | inglês          | Detetive | 175              | Reino Unido           |
| Robert Ludlum           | 110 milhões                   | 290 milhões                    | inglês          | Suspense, Jason Bourne | 40               | Estados Unidos        |
| James Patterson         | 150 milhões                   | 275 milhões                    | inglês          | Suspense, Alex Cross | 98               | Estados Unidos        |
| Frédéric Dard           | 200 milhões                   | 270 milhões                    | francês         | Detetive, San Antonio | 300              | Suíça                 |
| Jeffrey Archer          | 120 milhões                   | 270 milhões                    | inglês          | Crime | 30               | Reino Unido           |
| Stan and Jan Berenstain | 200 milhões                   | 260 milhões                    | inglês          | Berenstain Bears | 300+             | Estados Unidos        |
| Roald Dahl              | 200 milhões                   | 250 milhões                    | inglês          | Infantil | 50               | Reino Unido           |
| John Grisham            | 100 milhões                   | 250 milhões                    | inglês          | Suspense legal | 22               | Estados Unidos        |
| Zane Grey               |                               | 250 milhões                    | inglês          | Faroeste |                  | Estados Unidos        |
| Irving Wallace          |                               | 250 milhões                    | inglês          | Suspense | 36               | Estados Unidos        |
| J. R. R. Tolkien        | 200 milhões                   | 250 milhões                    | inglês          | Senhor dos Anéis, O Hobbit, fantasia clássica                                                                                  | 36               | Reino Unido           |
| Masashi Kishimoto       | 220 milhões                   |                                | japonês         | Naruto | 72               | Japão                 |
| Karl May                | 100 milhões                   | 200 milhões                    | alemão          | Faroeste, aventura | 80               | Alemanha              |
| Mickey Spillane         | 100 milhões                   | 200 milhões                    | inglês          | Detetive, Mike Hammer |                  | Estados Unidos        |
| C. S. Lewis             | 100 milhões                   | 200 milhões                    | inglês          | Crônicas de Nárnia, fantasia, teologia popular                                                                                 | 38               | Reino Unido           |
| Kyotaro Nishimura       |                               | 200 milhões                    | japonês         | Mistério | 400+             | Japão                 |
| Dan Brown               | 200 milhões                   | 200 milhões                    | inglês          | Suspense, Robert Langdon | 6                | Estados Unidos        |
| Ann M. Martin           | 172 milhões                   | 180 milhões                    | inglês          | The Baby-sitters Club | 335              | Estados Unidos        |
| Ryōtarō Shiba           |                               | 180 milhões                    | japonês         | Histórico | 350              | Japão                 |
| Arthur Hailey           | 150 milhões                   | 170 milhões                    | inglês          | Suspense | 11               | Reino Unido/canadense |
| Gérard de Villiers      |                               | 150 milhões                    | francês         | Detetive, SAS | 170              | França                |
| Beatrix Potter          | 100 milhões                   | 150 milhões                    | inglês          | A História de Pedro Coelho | 23               | Reino Unido           |
| Michael Crichton        | 150 milhões                   | 150 milhões                    | inglês          | Techno thriller | 25               | Estados Unidos        |
| Richard Scarry          | 100 milhões                   | 150 milhões                    | inglês          | Livros infantis ilustrados | 250              | Estados Unidos        |
| Clive Cussler           | 40 milhões                    | 150 milhões                    | inglês          | Aventura, Dirk Pitt | 37               | Estados Unidos        |
| Alistair MacLean        |                               | 150 milhões                    | inglês          | Aventura, suspense, guerra | 32               | Reino Unido           |
| Ken Follett             | 90 milhões                    | 150 milhões                    | inglês          | Espionagem, suspense histórico                                                                                                 | 30               | Reino Unido           |
| Astrid Lindgren         | 100 milhões                   | 145 milhões                    | sueco           | Infantil | 100              | Suécia                |
| Debbie Macomber         | 60 milhões                    | 140 milhões                    | inglês          | Romance |                  | Estados Unidos        |
| E. L. James             | 100 milhões                   | 125 milhões                    | inglês          | 50 tons de cinza | 3                | Reino Unido           |
| Eiji Yoshikawa          |                               | 120 milhões                    | japonês         | Musashi | 7                | Japão                 |
| Catherine Cookson       | 100 milhões                   | 120 milhões                    | inglês          | Romance | 103              | Reino Unido           |
| Stephenie Meyer         | 100 milhões                   | 116 milhões                    | inglês          | Twilight (série), The Host, romance                                                                                            | 6                | Estados Unidos        |
| Norman Bridwell         | 100 milhões                   | 110 milhões                    | inglês          | Clifford the Big Red Dog | 80               | Estados Unidos        |
| David Baldacci          |                               | 110 milhões                    | inglês          | Suspense | 25               | Estados Unidos        |
| Evan Hunter             | 100 milhões                   | 100 milhões                    | inglês          | Detetive (Ed McBain) | 94               | Estados Unidos        |
| Andrew Neiderman        | 100 milhões                   | 100 milhões                    | inglês          | V. C. Andrews, The Devil's Advocate                                                                                            | 60               | Estados Unidos        |
| Roger Hargreaves        | 100 milhões                   | 100 milhões                    | inglês          | Infantil, Mr. Men |                  | Reino Unido           |
| Anne Rice               | 75 milhões                    | 100 milhões                    | inglês          | Gothic fiction, vampires, Interview with the Vampire (The Vampire Chronicles)                                                  | 27               | Estados Unidos        |
| Robin Cook              | 100 milhões                   | 100 milhões                    | inglês          | Medical thriller | 27               | Estados Unidos        |
| Wilbur Smith            | 80 milhões                    | 100 milhões                    | inglês          | Aventura africana | 32               | Zâmbia                |
| Erskine Caldwell        | 80 milhões                    | 100 milhões                    | inglês          | Literature | 25               | Estados Unidos        |
| Judith Krantz           | 80 milhões[carece de fontes?] | 100 milhões[carece de fontes?] | inglês          | Romance | 12               | Estados Unidos        |
| Eleanor Hibbert         | 100 milhões                   | 100 milhões                    | inglês          | Romance, histórico, suspense                                                                                                   | 200              | Reino Unido           |
| Lewis Carroll           |                               | 100 milhões                    | inglês          | Alice no País das Maravilhas, literatura absurda                                                                               | 5                | Reino Unido           |
| Denise Robins           |                               | 100 milhões                    | inglês          | Romance | 200              | Reino Unido           |
| Cao Xueqin              |                               | 100 milhões                    | chinês          | O Sonho da Câmara Vermelha |                  | China                 |
| Ian Fleming             | 100 milhões                   | 100 milhões                    | inglês          | James Bond | 14               | Reino Unido           |
| Hermann Hesse           | 100 milhões                   | 100 milhões                    | alemão          | O Lobo da Estepe, Sidarta, The Glass Bead Game                                                                                 | 45               | Alemanha / Suíça      |
| Rex Stout               | 100 milhões                   | 100 milhões                    | inglês          | Nero Wolfe | 50               | Estados Unidos        |
| Anne Golon              | 100 milhões                   | 100 milhões                    | francês         | Angélique | 14               | França                |
| Frank G. Slaughter      |                               | 100 milhões                    | inglês          | Médico | 62               | Estados Unidos        |
| Edgar Rice Burroughs    | 100 milhões                   | 100 milhões                    | inglês          | Tarzan, Barsoom and Pellucidar series, fantasia científica                                                                     |                  | Estados Unidos        |
| John Creasey            |                               | 100 milhões                    | inglês          | Crime thriller | 600              | Reino Unido           |
| James A. Michener       |                               | 100 milhões                    | inglês          | Histórico | 47               | Estados Unidos        |
| Yasuo Uchida            |                               | 100 milhões                    | japonês         | Mistério | 130+             | Japão                 |
| Seiichi Morimura        |                               | 100 milhões                    | japonês         | Mistério | 350+             | Japão                 |
| Mary Higgins Clark      | 100 milhões                   | 100 milhões                    | inglês          | Suspense | 63               | Estados Unidos        |
| Penny Jordan            | 90 milhões                    | 100 milhões                    | inglês          | Romance | 200+             | Reino Unido           |
| Patricia Cornwell       |                               | 100 milhões                    | inglês          | Suspense | 34+              | Estados Unidos        |
| Tom Clancy              |                               | 100 milhões                    | inglês          | Suspense |                  | Estados Unidos        |